# Dobsa István
Dobsa István (Tiszakeresztúr, 1988. június 6. –) kárpátaljai magyar politikus, a KMKSZ Ifjúsági Szervezetének elnöke és a Beregszászi Járási Tanács képviselője.

## Pályafutása
Dobsa István szülőfalujában, Tiszakeresztúron végezte általános iskolai tanulmányait, majd miután elballagot onnan Nagyszőlősön a Perényi Zsigmond után elnevezett 3. számú középiskolában érettségizett. Érettségi után Beregszászon a Rákóczi-főiskolán szerzett diplomát.
A diploma megszerzése után a Tiszakeresztúri Oktatási-Nevelési Központ és a Karácsfalvai Sztojka Sándor Görögkatolikus Líceum oktatója lett, ahol hat éven át dolgozott mint biológia szakos pedagógus. A líceum diákjai úgy kedvelték, hogy 2014-ben az év tanárának választották őt. 
Dobsa István tagja a Kárpátaljai Magyar Kulturális Szövetségnek, 2013-tól vezeti a KMKSZ Tiszakeresztúri Szervezetét, ugyanakkor a KMKSZ Nagyszőlősi Középszintű Szervezetének pedig egyik alelnöke lett. 
2015 folyamán 27 éves korában Tiszakeresztúr és Karácsfalva polgármesterévé választották, ezzel egyúttal Kárpátalja legfiatalabb polgármestere lett. Polgármesteri hivatása Tiszakeresztúr községben 2020-ig tartott, ugyanebben az évben a Beregszászi Járási Tanács képviselője.
2022-ben mikor kitört az orosz-ukrán háború Dobsa kimenekült Magyarországra, később visszatért Kárpátaljára és 2024-től ismét a Tiszakeresztúri Gimnázium biológiatanára. Ugyanakkor ebben az évben újraválasztották a KMKSZ ISZ elnökévé.

## Családja
Dobsa felesége Németh Beáta, akivel kettő gyermeke van. 

## Tisztségei
- A Kárpátaljai Magyar Kulturális Szövetség Ifjúsági Szervezetének alapító elnöke - 2014.[5]
- Tiszakeresztúr és Karácsfalva települések polgármestere 2015-2020 között.[1]
- A Beregszászi Járási Tanács képviselője - 2020.[2]